# Advanced Daisenryaku
Advanced Daisenryaku är ett strategispel som utspelas under andra världskriget. Spelet utvecklades av SystemSoft och släpptes endast i Japan av Sega.